# Roßsteinalm
Die Roßsteinalm ist eine Alm in den Bayerischen Voralpen. Sie liegt im Gemeindegebiet von Lenggries. Mehrere Gebäude des Almensembles sind Objekte der Liste der Baudenkmäler in Lenggries.
Das Almgebiet befindet sich auf einem Sattel zwischen Roß- und Buchstein, bzw. Hochplatte.
Sie kann einfach über einen Forstweg von Fleck aus erreicht werden.